# Loja de aplicativos
Uma loja de aplicativos é um tipo de plataforma de distribuição digital de software de computador chamada aplicativos, geralmente em um contexto móvel. Os aplicativos fornecem um conjunto específico de funções que, por definição, não incluem o funcionamento do próprio computador. Um software complexo projetado para uso em um computador pessoal, por exemplo, pode ter um aplicativo relacionado projetado para uso em um dispositivo móvel. Hoje, os aplicativos são normalmente projetados para serem executados em um sistema operacional específico: como o iOS, macOS, Windows ou Android contemporâneo, porém, no passado, as operadoras de celular tinham seus próprios portais para aplicativos e conteúdo de mídia relacionado.

## Conceito básico
Uma loja de aplicativos é qualquer vitrine digital destinada a permitir a pesquisa e revisão de títulos de software ou outras mídias oferecidas para venda eletronicamente. Fundamentalmente, a própria loja de aplicativos oferece uma experiência segura e uniforme que automatiza a compra eletrônica, a descriptografia e a instalação de aplicativos de software ou outras mídias digitais.
As lojas de aplicativos normalmente organizam os aplicativos que oferecem com base: nos recursos fornecidos pelo aplicativo (incluindo jogos, multimídia ou produtividade), no dispositivo para o qual o aplicativo foi projetado e no sistema operacional em que o aplicativo será executado.
As lojas de aplicativos geralmente assumem a forma de uma loja online, onde os usuários podem navegar por essas diferentes categorias de aplicativos, visualizar informações sobre cada aplicativo (como avaliações ou classificações) e adquirir o aplicativo (incluindo a compra do aplicativo, se necessário muitos aplicativos são oferecidos sem nenhum custo). O aplicativo selecionado é oferecido como download automático, após o qual o aplicativo é instalado. Algumas lojas de aplicativos também podem incluir um sistema para remover automaticamente um programa instalado dos dispositivos sob determinadas condições, com o objetivo de proteger o usuário contra softwares mal-intencionados.
As lojas de aplicativos geralmente fornecem uma maneira de os usuários fornecerem avaliações e classificações. Essas avaliações são úteis para outros usuários, desenvolvedores e proprietários de lojas de aplicativos. Os usuários podem selecionar os melhores aplicativos com base nas classificações, os desenvolvedores recebem feedback sobre quais recursos são elogiados ou não e, finalmente, os proprietários de lojas de aplicativos podem detectar aplicativos ruins e desenvolvedores mal-intencionados analisando automaticamente as avaliações com técnicas de mineração de dados.
Muitas lojas de aplicativos são selecionadas por seus proprietários, exigindo que os envios de aplicativos em potencial passem por um processo de aprovação. Esses aplicativos são inspecionados quanto à conformidade com determinadas diretrizes (como as de controle de qualidade e censura), incluindo a exigência de que seja cobrada uma comissão sobre cada venda de um aplicativo pago. Algumas lojas de aplicativos fornecem feedback aos desenvolvedores: número de instalações, problemas em campo (latência, travamento etc).
Pesquisadores propuseram novos recursos para lojas de aplicativos. Por exemplo, a loja de aplicativos pode fornecer uma versão única e diversificada do aplicativo por questões de segurança. A loja de aplicativos também pode orquestrar o monitoramento e a correção de bugs para detectar e reparar falhas nos aplicativos.

## História

### Precursores
A Electronic AppWrapper foi o primeiro catálogo de distribuição de software eletrônico comercial a gerenciar coletivamente a criptografia e fornecer direitos digitais para aplicativos e mídia digital (a edição nº 3 foi a loja de aplicativos originalmente demonstrada a Steve Jobs na NeXTWorld EXPO). Enquanto editor sênior da NeXTWORLD Magazine, Simson Garfinkel, classificou o The Electronic AppWrapper 4 3/4 Cubes (de 5), em sua revisão formal. O Electronic AppWrapper de Paget foi nomeado finalista nos altamente competitivos prêmios InVision Multimedia 93 em janeiro de 1993 e ganhou o prêmio Best of Breed por conteúdo e informação na NeXTWORLD Expo em maio de 1993.

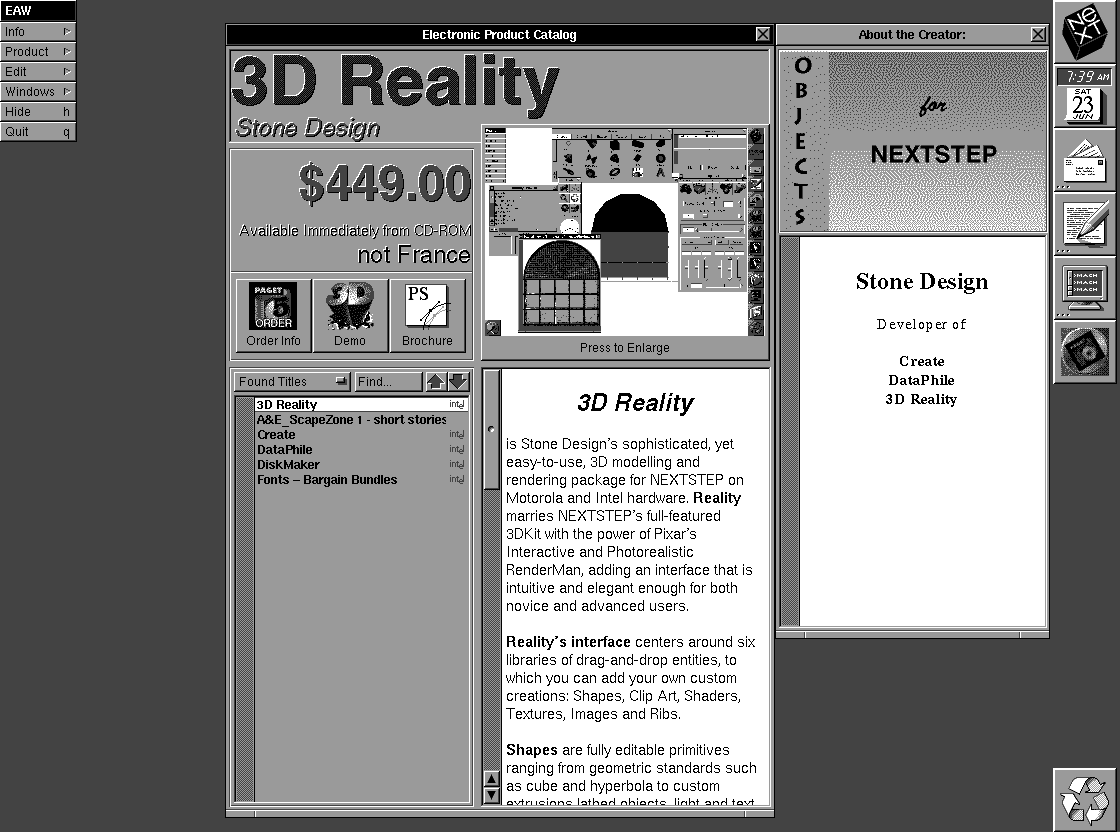
Uma captura de tela da 3DReality da Stone Design rodando no Electronic AppWrapper, a primeira loja de aplicativos

Antes da Electronic AppWrapper, que foi lançado pela primeira vez em 1992, as pessoas estavam acostumadas a software distribuído por disquetes ou CD-ROMs, era possível até baixar software usando um navegador da web ou ferramentas de linha de comando. Muitas distribuições Linux e outros sistemas do tipo Unix fornecem uma ferramenta conhecida como gerenciador de pacotes, que permite ao usuário gerenciar automaticamente o software instalado em seus sistemas (incluindo componentes do sistema operacional e software de terceiros) usando ferramentas de linha de comando, novo software (e os pacotes necessários para sua operação adequada) podem ser recuperados de espelhos locais ou remotos e instalados automaticamente em um único processo. Gerenciadores de pacotes notáveis em sistemas operacionais do tipo Unix incluem o FreeBSD Ports (1994), pkgsrc (1997), o APT do Debian (1998), YUM e o Portage do Gentoo (que, diferentemente da maioria dos gerenciadores de pacotes, distribui pacotes contendo código-fonte que é compilado automaticamente em vez de executáveis). Alguns gerenciadores de pacotes têm software gráfico de front-end que pode ser usado para navegar pelos pacotes disponíveis e realizar operações, como o Synaptic (que é frequentemente usado como front-end para o APT).
Em 1996, a distribuição SUSE Linux tinha o YaST como front-end para seu próprio repositório de aplicativos. O Mandriva Linux tem urpmi com interface gráfica chamada Rpmdrake. O Fedora e o Red Hat Enterprise Linux possuem o YUM em 2003 como sucessor do YUP (desenvolvido na Duke University para Red Hat Linux).
Em 1997, foi lançado o BeDepot, uma loja de aplicativos e gerenciador de pacotes de terceiros (Software Valet) para BeOS, que funcionou até 2001. Ele acabou sendo adquirido pela Be Inc. O BeDepot permitia aplicativos comerciais e gratuitos, além de lidar com atualizações
Em 1998, a Information Technologies India Ltd (ITIL) lançou a Palmix, uma loja de aplicativos baseada na web exclusivamente para dispositivos móveis e portáteis. A Palmix vendia aplicativos para as três principais plataformas de PDA da época: Palm Pilots baseados em Palm OS, dispositivos baseados em Windows CE e handhelds Psion Epoc.
Em 1999, a NTT DoCoMo lançou a i-mode, a primeira loja de aplicativos online integrada para telefones celulares, ganhando popularidade nacional na cultura japonesa do telefone celular. A DoCoMo usou um modelo de negócios de compartilhamento de receita, permitindo que criadores de conteúdo e provedores de aplicativos mantivessem até 91% da receita Outras operadoras fora do Japão também criaram seus próprios portais depois disso, como Vodafone live! em 2002. Neste momento, a fabricante de telefones celulares Nokia também introduziu conteúdo para download sem operadora com o Club Nokia.
Em dezembro de 2001, a Sprint PCS lançou o serviço de download sem-fio Ringers & More para sua então nova rede sem fio 3G. Isso permitiu que os assinantes da rede de telefonia móvel Sprint PCS baixassem toques, papéis de parede, aplicativos J2ME e faixas de música completas posteriores para determinados telefones. A interface do usuário funcionava por meio de um navegador da web no computador desktop, e uma versão estava disponível no aparelho.
Em 2002, a distribuição Linux comercial Linspire (então conhecida como LindowsOS, que foi fundada por Michael Robertson, fundador da MP3.com) introduziu uma loja de aplicativos conhecida como Click'N'Run (CNR). Por uma taxa de assinatura anual, os usuários podem realizar a instalação com um clique de aplicativos gratuitos e pagos por meio do software CNR. Doc Searls acreditava que a facilidade de uso do CNR poderia ajudar a tornar o desktop Linux uma realidade viável.
Em 2003, a Handango introduziu a primeira loja de aplicativos no dispositivo para encontrar, instalar e comprar software para smartphones. O download e a compra do aplicativo são concluídos diretamente no dispositivo, portanto, a sincronização com um computador não é necessária. Descrição, classificação e captura de tela estão disponíveis para qualquer aplicativo.
Em 2005, a Nokia 770 Internet Tablet tem um frontend gráfico para seu repositório de aplicativos para instalar facilmente o aplicativo (seu Maemo foi baseado no Debian). Mais tarde, a Nokia também introduziu o Nokia Catalogs, mais tarde conhecido como Nokia Download!, para smartphones Symbian que tinham acesso a aplicativos para download originalmente através de terceiros como Handango ou Jamba! Porém a partir de meados de 2006 a Nokia passou a oferecer seu próprio conteúdo através do Nokia Content Discoverer.
A popular distribuição Linux, o Ubuntu, (também baseada em Debian) introduziu seu próprio gerenciador de software gráfico conhecido como Ubuntu Software Center na versão 9.10 como um substituto para o Synaptic. No Ubuntu 10.10, lançado em outubro de 2010, o Centro de Software expandiu além de apenas oferecer software existente de seus repositórios, adicionando a capacidade de comprar determinados aplicativos (que, no lançamento, era limitado ao DVD licenciado como Fluendo codecs).
A Apple lançou o iPhone OS 2.0 em julho de 2008 para o iPhone, junto com a App Store, apresentando oficialmente o aplicativo de terceiros desenvolvimento e distribuição para a plataforma. O serviço permite que os usuários comprem e baixem novos aplicativos para seus dispositivos por meio da App Store no dispositivo ou da iTunes Store no software de desktop iTunes. Embora a Apple tenha sido criticada por alguns por como opera a App Store, tem sido um grande sucesso financeiro para a empresa. A popularidade da App Store da Apple levou ao surgimento do termo genérico "loja de aplicativos", bem como à introdução de mercados equivalentes por sistemas operacionais móveis concorrentes: o Android Market (mais tarde renomeado para Google Play) lançado juntamente com o lançamento do primeiro smartphone Android (o HTC Dream) em setembro de 2008, O App World da BlackBerry foi lançado em abril de 2009, assim como a Ovi Store da Nokia e a Windows Marketplace for Mobile da Microsoft, ambas lançadas naquele ano.

## App Store como marca registrada
Devido à sua popularidade, o termo App store (loja de aplicativos (em inglês)) (usado pela primeira vez pelo Electronic AppWrapper e mais tarde popularizado pela Apple da App Store para dispositivos iOS) tem sido frequentemente usada como uma marca comercial genérica para se referir a outras plataformas de distribuição de natureza semelhante. A Apple reivindicou marca registrada sobre a frase e registrou um registro de marca registrada para a "App Store" em 2008. Em 2011, a Apple processou tanto a Amazon.com (que executa a Amazon Appstore para dispositivos baseados em Android) e GetJar (que oferece seus serviços desde 2004) para infração de marca registrada e falsa publicidade em relação ao uso do termo "loja de aplicativos" para se referir aos seus serviços. A Microsoft apresentou várias objeções contra a tentativa da Apple de registrar o nome como marca, considerando-o já um termo genérico.
Em janeiro de 2013, a Tribunal de Distrito dos Estados Unidos rejeitou as reivindicações de marca registrada da Apple contra a Amazon. O juiz decidiu que a Apple não apresentou provas de que a Amazon tentou "imitar o site ou publicidade da Apple" ou comunicou que seu serviço "possui as características e qualidades que o público espera da Apple APP STORE e/ou produtos da Apple". Em julho de 2013, a Apple desistiu do caso.